# 普羅明 (斯卡多夫斯克區)
46°20′13″N 32°45′31″E / 46.33694°N 32.75861°E
普羅明（烏克蘭語：Промінь）是位於烏克蘭南部的村莊，由赫爾松州斯卡多夫斯克區的新米科莱夫卡市镇負責管轄。該村始建於1924年，面積0.32平方公里，海拔高度32米，2001年人口131，人口密度每平方公里408.1人。